# Iljušin Il-40
Iljušin Il-40 byl prototyp sovětského bitevního letounu z první poloviny 50. let 20. století. Jednalo se o první pancéřovaný bitevní stroj s proudovým pohonem.
První prototyp vzlétl 7. března 1953. Roku 1955 vzlétl druhý prototyp Il-40P, který měl překonstruované přívody vzduchu k motorům. Letoun však nebyl sériově vyráběn. Byl poslední konstrukcí pancéřovaného bitevníku v koncepci, jak ji Sergej Vladimirovič Iljušin vytvořil za války. Tento pancéřovaný typ z roku 1953 se vyznačoval plochým trupem se dvěma proudovými motory AM-5F vedle sebe a dvoumístnou kabinou, z níž střelec ovládal pohyblivý dvojitý kanón NS-23/23 mm na zádi. Konstrukční práce začaly v roce 1952. I zde Iljušin těžce opancéřoval hlavní životně důležité části, především motory a pilotní kabinu. 
V r.1953 začaly letové zkoušky. Během nich se laborovalo i s použitím různých typů motorů. Vedle AM-5F, použitých u prvního prototypu, dostal druhý prototyp (Il-40P) motory RD-9V. 
I když Il-40 vypadal nadějně, do sériové výroby se nedostal. Jeho roli dokázaly účinně plnit i letouny MiG-17 s odpovídající výzbrojí.

## Hlavní technické údaje
- Posádka: 2
- Rozpětí: 16 m
- Délka: 16.60 m
- Nosná plocha: 47.60 m²
- Hmotnost prázdného stroje: 11.290 kg
- Pohonné jednotky: 2x Mikulin AM-5F (2700 kp) s přídavným spalováním
- Max.vzletová hmotnost: 17.470 kg
- Maximální rychlost: 963 km/h
- Dostup: 11.600 m
- Dolet: 1.115 km
- Výzbroj: 6× kanón NS-23 ráže 23 mm, dvojkanón NR-23 ráže 23 mm na krytí zadní polosféry, bomby do hmotnosti 1000 kg